# Microtus yuldaschi
Microtus yuldaschi is een zoogdier uit de familie van de Cricetidae. De wetenschappelijke naam van de soort werd voor het eerst geldig gepubliceerd door Severtzov in 1879.